# Triaenodes nox
Triaenodes nox là một loài Trichoptera trong họ Leptoceridae. Chúng phân bố ở miền Tân bắc.